# Horace Griggs Prall
Horace Griggs Prall, född den 6 mars 1881, död den 23 april 1951, var en advokat och politiker från New Jersey i USA. Han var tillförordnad guvernör i delstaten en kort tid 1935.

## Tidigt liv
Prall föddes nära Ringoes, New Jersey. Han läste vid Harvard University, där han tog examen 1906, och New York University School of Law, där han tog examen i juridik (LL.B.) 1908. Han praktiserade som advokat i nära två decennier innan han började med politiken.

## Politisk karriär
Prall var medlem av Republikanerna. Han valdes till New Jerseys parlament, först till representanthuset, där ha satt från 1927 till 1928. Därefter satt han i delstatens senat från 1928 till 1936. Han var talman i senaten under de sista två åren av sin tid där. En vecka efter att guvernör A. Harry Moore avgått, efterträdde Prall Clifford Ross Powell som tillförordnad guvernör och tjänstgjorde från den 8 till den 15 januari 1935.

## Senare år
När hans sista mandatperiod var till ända, blev Prall domare i Court of Common Pleas. Han avled den 23 april 1951 i Trenton, New Jersey.